# Comité autrichien
Le comité autrichien est une police secrète créée sous l’égide de Louis XVI en 1791.

## Objectifs
Le « comité autrichien » était une police secrète, dont le rôle principal était de corrompre et de surveiller les démarches des partisans de la révolution, de procurer à la cour un peu plus d’influence sur la garde nationale, et les habitants de Paris les plus politisés.	

## Composition
Ce conseil privé était formé par l’ancien Principal ministre d'État Montmorin, à sa sortie du ministère le 20 novembre 1791, avec Pierre-Victor Malouët, et Bertrand de Molleville et quelques autres. Contre-révolutionnaire modéré convaincu de la nécessité d’accepter certaines réformes pour sauver la monarchie, comptait ainsi continuer la tâche qu’il avait entamée avec le « fameux atelier de police » qu’il avait mis sur pied avec Mirabeau, et dont Danton était l’un des agents.

## Menées
Molleville, avec Rivarol et Arnaud de La Porte, coordonnaient l’effort des royalistes pour étouffer la révolution et sauver le roi. Nommé intendant de sa liste civile par Louis XVI, en 1790, La Porte était devenu  l’un des conseillers intimes de la reine, qui lui a confié les missions les plus secrètes. Il a combiné avec Rivarol un plan pour renverser l’opinion publique grâce à des auteurs, des journalistes, des chanteurs publics, des affidés à l’intérieur de l’Assemblée nationale, chez les Jacobins, dans toutes les sociétés politiques ; des applaudisseurs dans chaque section de Paris ; des orateurs et des écrivains pour composer leurs discours ; des motionneurs dans les groupes ; des lecteurs dans les places publiques ; des ouvriers dans les principaux ateliers du faubourg Saint-Antoine pour s’emparer des tribunes, comme le font les révolutionnaires ; des distributeurs, des observateurs, un chef et plusieurs sous-chefs.
Les auteurs de ce plan, où près de quinze cents personnes étaient employées, estimaient que la dépense pourrait s’élever à 200 000 livres par mois. Ce plan, modifié par Moleville, adopté, le ministère a dépensé rien que pour les tribunes plus de 2 500 000 livres. La Porte a, de plus, créé, dans une maison du Carrousel, un « club National », dont les sociétaires, pour mieux tromper les patriotes, devaient être armés de piques et coiffés de bonnets rouges. Les frais d’établissement de ce club ont se sont élevés à environ 9 000 livres et ceux de son entretien 1 000 livres par mois. Les appartements de La Porte au Louvre étaient le centre stratégique d’où le roi et ses fidèles discutaient et lançaient leurs efforts contrerévolutionnaires:202. Après la journée des Poignards, du 28 février 1791, La Porte a été chargé de tenter de gagner Mirabeau à la cause royale.
Le « comité autrichien » a permis de peser dans les délibérations des comités révolutionnaires, de rallier certains gens de plume au roi et de faire retarder le vote du décret de déchéance. Ce qu’on appelait encore les « conciliabules de la Cour » fut avéré par de nombreuses pièces originales découvertes dans l’armoire de fer. Ces pièces mettaient en cause un certain nombre d’individus qui avaient effectivement reçu de l’argent de la Cour et qui se sont sentis soudain menacés par des témoins tels que La Porte ou la princesse de Lamballe.

## Dénonciations
Deux mois après sa création, le marquis de Molleville a été dénoncé aux jacobins comme un des principaux membres du comité autrichien. Claude Basire, Chabot et Merlin ayant dénoncé l’existence d’un « comité autrichien » à la Législative, les médias se sont emparés de l’affaire avec la dénonciation, par Jean-Louis Carra dans les Annales patriotiques et littéraires. Montmorin a alors porté plainte pour diffamation contre Carra, au tribunal de police correctionnelle. Le juge de paix Larivière avait admis la plainte contre Basire, Chabot et Merlin en décrétant un mandat d’amener contre eux:83, la dénonciation reposant sur de faux témoignages. L'Assemblée préfère décréter d'accusation le magistrat (qui sera massacré) et lever la poursuite contre les trois députés. 

 
Dans la séance du 23 mai, c’est au tour de Brissot de prendre la parole pour dénoncer l’existence du « comité autrichien » décrit comme 

« une faction d’ennemis de la liberté qui, tantôt gouvernant au nom du roi qu’ils trompaient, tantôt dirigeant son ministère, ont constamment trahi le peuple et sacrifié les intérêts de la nation à ceux d’une famille. L’asservissement de ce comité à la maison d’Autriche est son signe principal, et sous ce rapport il n’est qu’une branche du parti qui domine la France. Les intrigues de ce parti datent du funeste traité de 1756, traité que nous devons à la perfidie du ministre Kaunitz. Esclaves de ce système autrichien, les Montmorin et Delessart n’ont été tour à tour que des mannequins dont les fils étaient à Vienne ; c’est M. Merci qui dirigeait le cabinet de France, lorsque le peuple a renversé la Bastille ; c’est lui qui le dirige encore à présent. Voilà ce qu’on a appelé le comité autrichien ; c’est, en d’autres termes, le conseil clandestin qui jusqu’ici a favorisé tous les projets des ennemis extérieurs de la Constitution. »

Le même jour, Armand Gensonné intervient à son tour dans le même sens que Brissot. Dans les Révolutions de Paris, Camille Desmoulins a violemment dénoncé le comité autrichien :

« À qui la France doit-elle le blocus de Paris ? Au comité autrichien. À qui Paris doit-il le massacre des Tuileries ? Au comité autrichien. À qui l’assemblée nationale constituante a-t-elle été redevable de la fameuse séance du 23 juin ? au comité autrichien. Dans quel lieu se préparait la scène du 3 octobre 1789 ? dans le comité autrichien. Où les ennemis de la France ont-ils osé former le projet de famine de la même époque ? au comité autrichien. Qui a nommé les ministres pervers que l’Assemblée nationale a été obligée de chasser ? au comité autrichien. Qui a préparé la scène des poignards du 28 février 1791 ? le comité autrichien. Qui a combiné cette même scène avec les événements de Vincennes ? le comité autrichien. Où s’était préparé le départ de Saint-Cloud ? au comité autrichien. Où a-t-on rédigé la fameuse protestation du roi contre la révolution ? au comité autrichien. Dans quel endroit a-t-on médité la fuite infâme du 21 juin 1791 ? au comité autrichien. Qui a corrompu les sept comité réunis de l’assemblée constituante ? au comité autrichien. Qui a osé conseillé de mettre le veto au décret sur les prêtres et les immigrés ? au comité autrichien. Qui a protégé, salarié, entretenu les rebelles ? le comité autrichien. Qui a causé les malheurs des colonies ? le comité autrichien. Ceux d’Avignon ? le comité autrichien. Qui a fait déclarer la guerre sans y être préparé ? le comité autrichien. Qui a communiqué aux généraux allemands le plan de campagne arrêté au conseil ? au comité autrichien. Enfin où conspire-t-ton contre la patrie, où lui forge-t-on des fers, où a-t-on médité les projets de massacre qui devaient avoir lieu le 15 janvier, le 1er avril est le 20 mai de cette année ? au comité autrichien. »

## Épilogue
La Place sera la deuxième personnalité politique de La Révolution à être guillotinée, après Collenot d'Angremont, autre agent contrerévolutionnaire. Un mois plus tard, Montmorin et la princesse de Lamballe seront sommairement exécutés dans leur prison de l'Abbaye, lors des massacres de Septembre. Ramené à Paris, après les massacres de Septembre, le juge de paix Larivière, décrété d’accusation et jeté en prison pour avoir décerné un mandat d’arrêt contre Basire, Chabot et Merlin, a été égorgé, avec les autres prisonniers d’Orléans, dans les rues de Versailles, le 9 septembre 1792. Molleville va se consacrer à organiser l’émigration des officiers en masse. Devenu chef de la police secrète royaliste, il essaie en vain de faire évader le roi, avant de se résoudre à fuir en Angleterre. Malouët sera contraint à la fuite lors de l’insurrection du 10 août 1792, qui signe la chute de la monarchie constitutionnelle. Parvenu à quitter Paris, il va rejoindre les proscrits en exil en Angleterre.